# (33685) Younglove
1999 JK120 (asteroide 33685) é um asteroide da cintura principal. Possui uma excentricidade de 0.09758230 e uma inclinação de 5.25361º.
Este asteroide foi descoberto no dia 13 de maio de 1999 por LINEAR em Socorro.